# Zběšice
Zběšice jsou malá vesnice, část městyse Bernartice v okrese Písek v Jihočeském kraji. Nachází se asi 2,5 kilometru jihovýchodně od Bernartic. Zběšice jsou také název katastrálního území o rozloze 6,99 km².

## Historie
První písemná zmínka o vesnici pochází z roku 1291.

## Obyvatelstvo
| Rok            | 1869 | 1880 | 1890 | 1900 | 1910 | 1921 | 1930 | 1950 | 1961 | 1970 | 1980 | 1991 | 2001 | 2011 | 2021 |
| -------------- | ---- | ---- | ---- | ---- | ---- | ---- | ---- | ---- | ---- | ---- | ---- | ---- | ---- | ---- | ---- |
| Počet obyvatel | 240  | 206  | 191  | 205  | 214  | 217  | 168  | 143  | 115  | 84   | 47   | 27   | 25   | 29   | 43   |
| Počet domů     | 34   | 35   | 35   | 35   | 34   | 35   | 34   | 38   | 33   | 28   | 22   | 17   | 34   | 33   | 34   |

## Obecní správa
Při sčítání lidu v letech 1850–1963 Zběšice byly samostatnou obcí v okrese Milevsko. Od roku 1964 jsou částí městyse Bernartice v okrese Písek.

## Pamětihodnosti
- Na návsi se nachází kamenná zvonice z roku 1898.
- Nedaleko od zvonice se v místním parčíku nalézá v ohrádce drobný kříž na kamenném podstavci. Kříž nese na svém soklu dataci 1914 a nápis J. K. C. (Upomínka na rodiště Jana a Kateřiny Capouchových).
- Na hasičské zbrojnici se nachází nad vchodem deska na počest padlým v první světové válce.

## Galerie

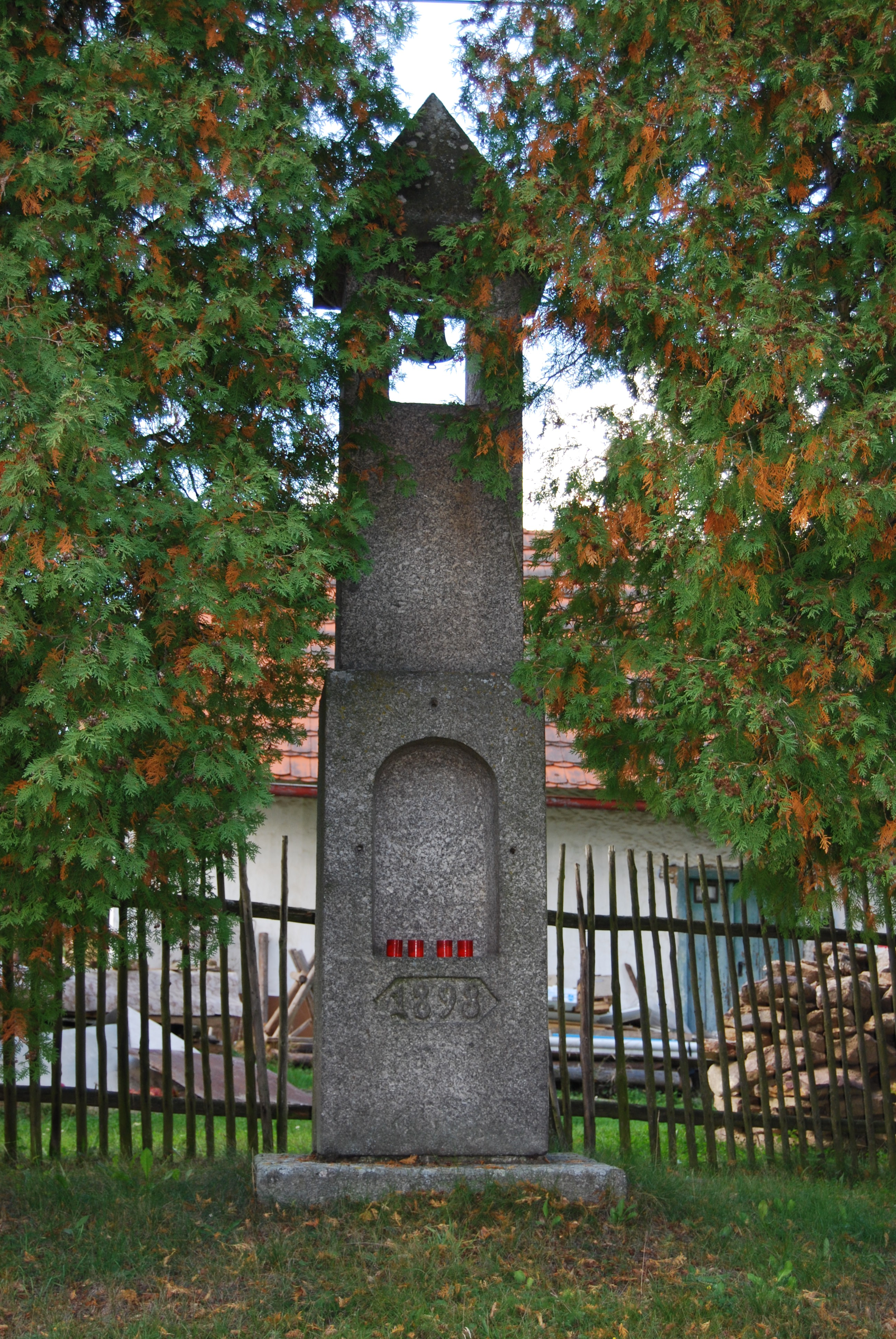
Zvonice ve vsi
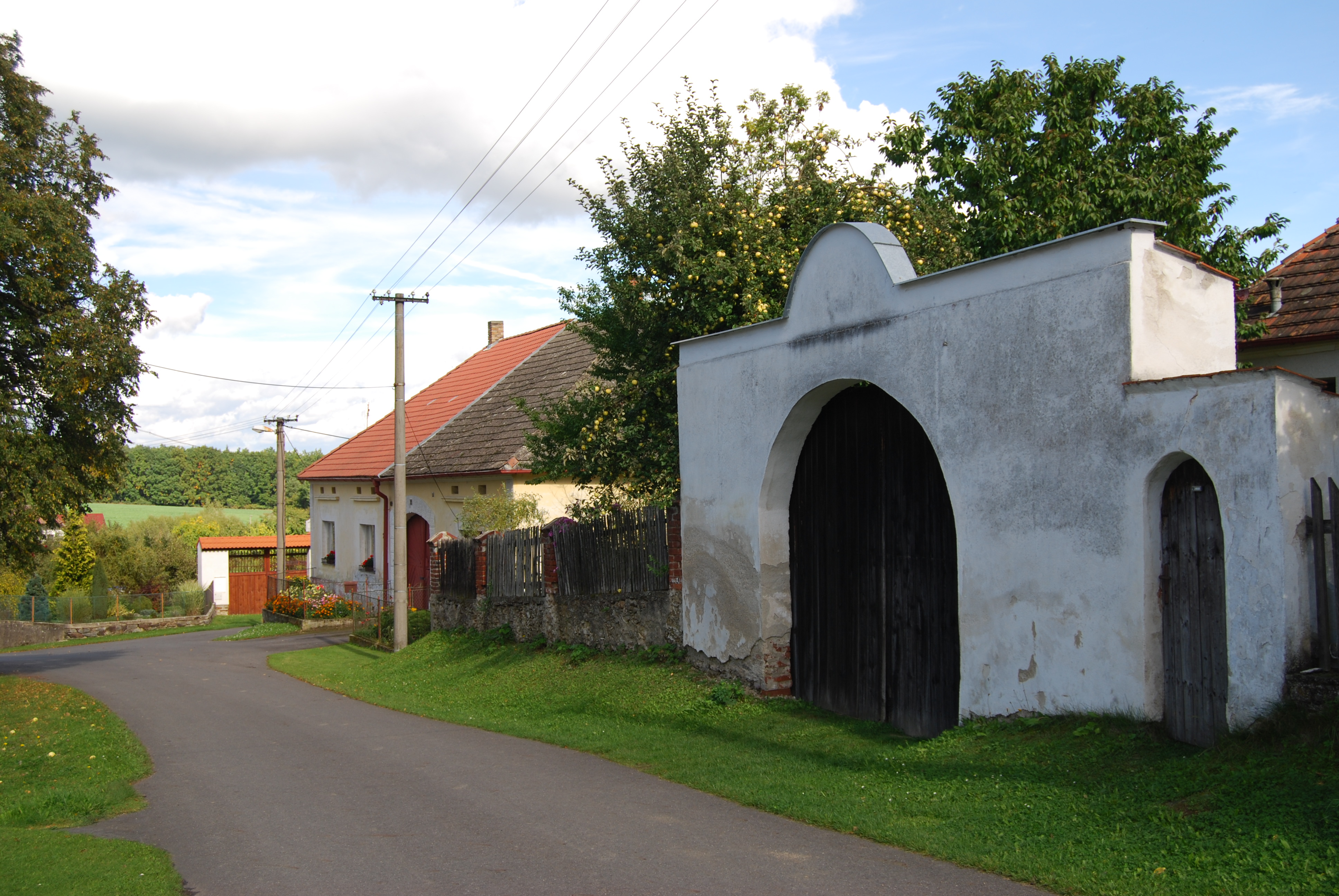
Pohled na část vesnice
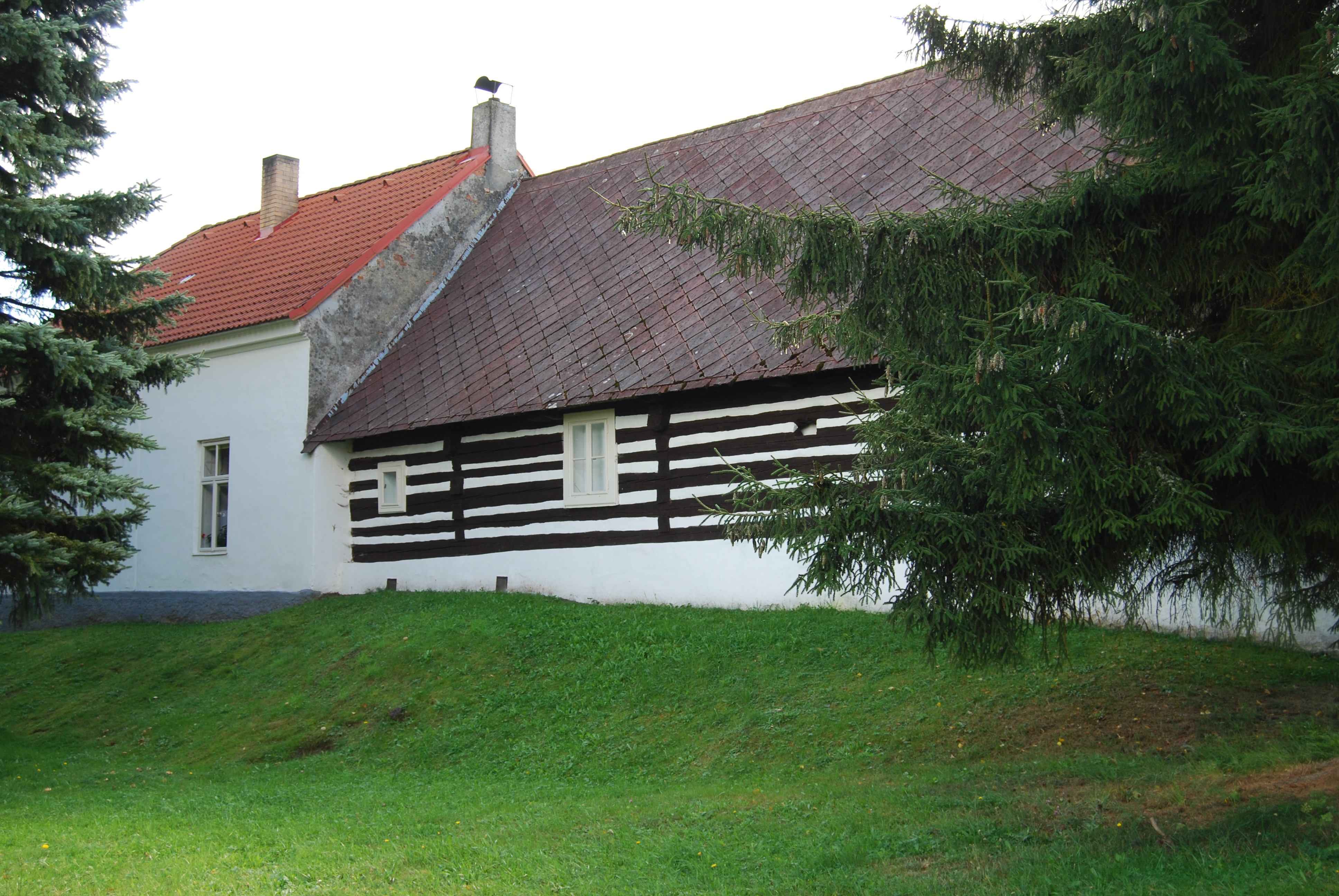
Roubenka ve vsi